# Oracle Linux
Oracle Linux (OL, anteriormente conhecido como Oracle Enterprise Linux) é uma distribuição Linux empacotada e distribuída livremente pela Oracle, disponível parcialmente sob a Licença Pública Geral GNU desde o final de 2006. É compilado a partir do código-fonte do Red Hat Enterprise Linux (RHEL), substituindo a marca da Red Hat pela da Oracle. Ele também é usado pelo Oracle Cloud e pelo Oracle Engineered Systems, como o Oracle Exadata e outros.
Os usuários potenciais podem fazer o download gratuito do Oracle Linux através do serviço E-delivery da Oracle (Oracle Software Delivery Cloud) ou de uma variedade de sites espelhos, e podem implantá-lo e distribuí-lo sem custos. O programa Oracle Linux Support visa fornecer suporte técnico comercial, abrangendo o Oracle Linux e as instalações existentes do RHEL ou CentOS, mas sem qualquer certificação do primeiro (ou seja, sem reinstalação ou reinicialização). Desde 2016, o Oracle Linux tinha mais de 15.000 clientes inscritos no programa de suporte.

## Compatibilidade com RHEL
A Oracle Corporation distribui o Oracle Linux com dois kernels Linux alternativos:
- Red Hat Compatible Kernel (RHCK) –  idêntico ao kernel usado no RHEL
- Unbreakable Enterprise Kernel (UEK[6]) –  baseado em versões mais recentes do kernel Linux mainline, com aprimoramentos próprios da Oracle para OLTP, InfiniBand, acesso a dispositivo SSD, otimizações para NUMA, Reliable Datagram Sockets (RDS), E/S assíncrona, OCFS2 e rede.[7][8]

A Oracle promove o Unbreakable Enterprise Kernel como tendo 100% de compatibilidade com o RHEL, embora isso seja essencialmente impossível de garantir devido à alteração da ABI do kernel devido a vários fatores, incluindo o kernel ser baseado em uma versão mais recente que tem milhares de diferenças em relação ao kernel do Red Hat. Enquanto os desenvolvedores do kernel do Linux, upstream, tentam nunca quebrar o espaço do usuário, isso já aconteceu antes. As declarações de compatibilidade da Oracle levam o usuário a concluir que os aplicativos de terceiros certificados pelo RHEL se comportarão adequadamente no kernel do Oracle, mas não fornece nenhuma referência à documentação de terceiros.

## Compatibilidade de Hardware
Oracle Linux é certificado em servidores, incluindo IBM, Hewlett-Packard, Dell, Lenovo, e Cisco. Em 2010, a Force10 anunciou suporte para Oracle VM Server for x86 e Oracle Linux. Oracle Linux também está disponível em Amazon EC2 como um Amazon Machine Image, e em Microsoft Windows Azure como uma Imagem VM.
Os servidores Oracle/Sun com processadores x86-64 podem ser configurados para usarem o Oracle Linux.
Em novembro de 2017, a Oracle anunciou o Oracle Linux na plataforma ARM com suporte para Raspberry Pi 3, Cavium ThunderX e X-Gene 3.

## Suporte a virtualização
No programa Oracle Linux Support, o Oracle Linux oferece suporte a KVM e Xen.
Outros produtos da Oracle são suportados apenas no Oracle VM Server para x86 baseado em Xen.

## Implementação dentro da Oracle Corporation
A Oracle Corporation usa o Oracle Linux extensivamente dentro da Oracle Public Cloud, internamente para reduzir os custos de TI. O Oracle Linux é implantado em mais de 42.000 servidores pela Oracle Global IT; o serviço SaaS Oracle On Demand, Oracle University, e os sistemas de demonstração de tecnologia da Oracle também executam o Oracle Linux.
Os desenvolvedores de software na Oracle desenvolvem Oracle Database, Fusion Middleware, E-Business Suite e outros componentes de aplicativos Oracle no Oracle Linux.

## Produtos relacionados
O Oracle Linux é usado como sistema operacional subjacente para as seguintes ferramentas.
- Oracle Exadata
- Oracle Private Cloud Appliance
- Oracle Big Data Appliance
- Oracle Exalytics
- Oracle Database Appliance

## Adições específicas
- Ksplice – a Oracle adquiriu a Ksplice Inc em 2011, e oferece aos usuários do Oracle Linux o Ksplice para habilitar patch em kernel sem reinicialização[20]
- DTrace – Desde outubro de  2011, a Oracle começou a portar DTrace do Solaris como um módulo do núcleo Linux[21]
- Oracle Clusterware – tecnologia de alta disponibilidade em nível de sistema operacional usada pelo Oracle RAC[22]
- Oracle Enterprise Manager – disponível gratuitamente para usuários com assinaturas de suporte do Oracle Linux para gerenciar, monitorar e provisionar o Oracle Linux.[23]
- BTRFS

## Versão SPARC
Em dezembro de 2010, o CEO da Oracle Larry Ellison, em resposta a uma pergunta sobre a estratégia da Oracle para o Linux, disse que em algum momento no futuro o Oracle Linux rodaria nas plataformas SPARC da Oracle. No Oracle OpenWorld 2014, John Fowler, vice-presidente executivo de sistemas da Oracle, também disse que o Linux será capaz de rodar em SPARC em algum momento.
Em outubro de 2015, a Oracle lançou uma plataforma de referência Linux para sistemas SPARC com base no Red Hat Enterprise Linux 6.
Em setembro de 2016, a Oracle divulgou informações sobre um futuro produto, Oracle Exadata SL6-2, um servidor de banco de dados usando processadores SPARC rodando Linux.
Em 31 de março de 2017, a Oracle publicou o primeiro lançamento público do Oracle Linux para SPARC, instalável em processadores SPARC T4, T5, M5 e M7. As notas de versão afirmam que o lançamento está sendo disponibilizado "para o benefício de desenvolvedores e parceiros", mas só é compatível com o hardware Exadata SL6.

## Atualizações de software e histórico de versões
Em março de 2012, a Oracle anunciou atualizações de software gratuitas e erratas para o Oracle Linux nos repositórios yum públicos da Oracle. Em setembro de 2013, a Oracle anunciou que a cada mês seus servidores públicos yum gratuitos lidam com 80 TB de dados, e a mudança para a rede de fornecimento de conteúdo Akamai para lidar com o crescimento do tráfego.

### Histórico de lançamentos
- Oracle Linux 9,[35] 9.1
- Oracle Linux 8,[36] 8.1, 8.2, 8.3, 8.4, 8.5, 8.6, 8.7
- Oracle Linux 7,[37] 7.1, 7.2, 7.3, 7.4, 7.5, 7.6, 7.7, 7.8, 7.9
- Oracle Linux 6, 6.1, 6.2, 6.3, 6.4, 6.5, 6.6, 6.7,[38] 6.8, 6.9, 6.10
- Oracle Linux 5, 5.1, 5.2, 5.3, 5.4, 5.5, 5.6, 5.7, 5.8, 5.9, 5.10, 5.11[39]
- Oracle Enterprise Linux 4.4, 4.5, 4.6, 4.7, 4.8, 4.9[40]

O Oracle Linux usa uma convenção de nomenclatura de versão idêntica à do Red Hat Enterprise Linux (por exemplo, a primeira versão, Oracle Linux 4.5, é baseada no RHEL 4.5).
| Versão do Oracle Linux | Arquiteturas       | Base do RHEL | Data de lançamento do Oracle Linux | Data de lançamento do RHEL | Dias depois do lançamento do RHEL |
| ---------------------- | ------------------ | ------------ | ---------------------------------- | -------------------------- | --------------------------------- |
| 4.5                    | i386, x86-64       | 4.5          | ?                                  | 2007-05-01                 | ?                                 |
| 4.6                    | i386, x86-64       | 4.6          | 2007-12-10                         | 2007-11-16                 | 24                                |
| 4.7                    | i386, x86-64       | 4.7          | 2008-08-05                         | 2008-07-24                 | 12                                |
| 4.8                    | i386, x86-64       | 4.8          | 2009-05-26                         | 2009-05-18                 | 8                                 |
| 4.9                    | i386, x86-64       | 4.9          | ?                                  | 2011-02-16                 | ?                                 |
| 5.0                    | i386, x86-64       | 5            | 2007-06-26                         | 2007-03-14                 | 104                               |
| 5.1                    | i386, x86-64       | 5.1          | 2007-11-26                         | 2007-11-07                 | 19                                |
| 5.2                    | i386, x86-64       | 5.2          | 2008-06-02                         | 2008-05-21                 | 12                                |
| 5.3                    | i386, x86-64       | 5.3          | 2009-01-28                         | 2009-01-20                 | 8                                 |
| 5.4                    | i386, x86-64, ia64 | 5.4          | 2009-09-09                         | 2009-09-02                 | 7                                 |
| 5.5                    | i386, x86-64, ia64 | 5.5          | 2010-04-07                         | 2010-03-31                 | 7                                 |
| 5.6                    | i386, x86-64, ia64 | 5.6          | 2011-01-22                         | 2011-01-13                 | 9                                 |
| 5.7                    | i386, x86-64, ia64 | 5.7          | 2011-08-16                         | 2011-07-21                 | 26                                |
| 5.8                    | i386, x86-64, ia64 | 5.8          | 2012-03-02                         | 2012-02-21                 | 10                                |
| 5.9                    | i386, x86-64, ia64 | 5.9          | 2013-01-16                         | 2013-01-07                 | 9                                 |
| 5.10                   | i386, x86-64, ia64 | 5.10         | 2013-10-08                         | 2013-10-01                 | 7                                 |
| 5.11                   | i386, x86-64, ia64 | 5.11         | 2014-09-23                         | 2014-09-16                 | 7                                 |
| 6.0                    | i386, x86-64       | 6            | 2011-02-11                         | 2010-11-10                 | 93                                |
| 6.1                    | i386, x86-64       | 6.1          | 2011-06-01                         | 2011-05-19                 | 13                                |
| 6.2                    | i386, x86-64       | 6.2          | 2011-12-15                         | 2011-12-06                 | 9                                 |
| 6.3                    | i386, x86-64       | 6.3          | 2012-06-28                         | 2012-06-21                 | 7                                 |
| 6.4                    | i386, x86-64       | 6.4          | 2013-02-28                         | 2013-02-21                 | 7                                 |
| 6.5                    | i386, x86-64       | 6.5          | 2013-11-27                         | 2013-11-21                 | 6                                 |
| 6.6                    | i386, x86-64       | 6.6          | 2014-10-21                         | 2014-10-14                 | 7                                 |
| 6.7                    | i386, x86-64       | 6.7          | 2015-07-31                         | 2015-07-22                 | 9                                 |
| 6.7                    | SPARC              | 6.7          | 2017-03-31                         | 2015-07-22                 | 618                               |
| 6.8                    | i386, x86-64       | 6.8          | 2016-05-16                         | 2016-05-10                 | 6                                 |
| 6.9                    | i386, x86-64       | 6.9          | 2017-03-28                         | 2017-03-21                 | 7                                 |
| 6.10                   | i386, x86-64       | 6.10         | 2018-07-02                         | 2018-06-19                 | 13                                |
| 7.0                    | x86-64             | 7.0          | 2014-07-23                         | 2014-06-10                 | 43                                |
| 7.1                    | x86-64             | 7.1          | 2015-03-12                         | 2015-03-05                 | 7                                 |
| 7.2                    | x86-64             | 7.2          | 2015-11-25                         | 2015-11-19                 | 6                                 |
| 7.3                    | x86-64             | 7.3          | 2016-11-10                         | 2016-11-03                 | 6                                 |
| 7.4                    | x86-64             | 7.4          | 2017-08-08                         | 2017-07-31                 | 8                                 |
| 7.5                    | x86-64             | 7.5          | 2018-04-17                         | 2018-04-10                 | 7                                 |
| 7.6                    | x86-64, ARM64      | 7.6          | 2018-11-07                         | 2018-10-30                 | 8                                 |
| 7.7                    | x86-64, ARM64      | 7.7          | 2019-08-15                         | 2019-08-06                 | 9                                 |
| 7.8                    | x86-64, ARM64      | 7.8          | 2020-04-08                         | 2020-03-31                 | 8                                 |
| 7.9                    | x86-64, ARM64      | 7.9          | 2020-10-07                         | 2020-09-29                 | 8                                 |
| 8.0                    | x86-64, ARM64      | 8.0          | 2019-07-18                         | 2019-05-07                 | 72                                |
| 8.1                    | x86-64, ARM64      | 8.1          | 2019-11-15                         | 2019-11-05                 | 10                                |
| 8.2                    | x86-64, ARM64      | 8.2          | 2020-05-06                         | 2020-04-28                 | 8                                 |
| 8.3                    | x86-64, ARM64      | 8.3          | 2020-11-13                         | 2020-10-29                 | 15                                |
| 8.4                    | x86-64, ARM64      | 8.4          | 2021-05-26                         | 2021-05-18                 | 8                                 |
| 8.5                    | x86-64, ARM64      | 8.5          | 2021-11-16                         | 2021-11-09                 | 7                                 |
| 8.6                    | x86-64, ARM64      | 8.6          | 2022-05-16                         | 2022-05-10                 | 6                                 |
| 8.7                    | x86-64, ARM64      | 8.7          | 2022-11-16                         | 2022-11-09                 | 7                                 |
| 9.0                    | x86-64, ARM64      | 9.0          | 2022-06-30                         | 2022-05-17                 | 44                                |
| 9.1                    | x86-64, ARM64      | 9.1          | 2022-11-23                         | 2022-11-15                 | 8                                 |